# جاك باربو دوبورج
جاك باربو-دوبورج (12 فبراير 1709 - 14 ديسمبر 1779) كان طبيبًا وعالم نبات وكاتبًا ومترجمًا وناشرًا فرنسيًا، اشتهر بترجمة
أعمال بنجامين فرانكلين إلى الفرنسية واختراع مظلة للرجال مزودة بمانع للصواعق. لقد صمم طريقة للتصورات التاريخية التي أطلق عليها اسم خريطة الكرونوغرافية.

## حياته
شرع في البداية في الدراسات اللاهوتية، لكنه تركها ليكرس حياته للعلم. درس الطب في باريس وحصل على الدكتوراه عام 1748.
لقد كان من المتابعين المتحمسين لأعمال بنجامين فرانكلين، وحافظوا على مراسلات ودية منتظمة. قام بترجمة بعض أعمال فرانكلين التجريبية المبكرة إلى الفرنسية في عام 1762 ونشرها في مجلته الطبية Gazette d'Epidaure. ومضى في نشر ترجمته الفرنسية لملاحظات وتجارب فرانكلين في عام 1773. تم تصميم «مظلة مانعة الصواعق» من باربو دوبورج، وهي مظلة مزودة بمسمار طويل وسلسلة زائدة، لتوفير نفس الحماية للرجال كما كانت تسعى إليها السيدات في ذلك الوقت اللاتي كن يرتدين موصلات البرق على قبعاتهن.
كان باربو-دوبورج عضوًا في الجمعية الملكية للطب في باريس، والجمعية الطبية في لندن، والجمعية الفلسفية الأمريكية في فيلادلفيا. له العديد من الكتب والأبحاث، منها:
- الكرونوغرافيا، أو وصف الأزمنة، الذي يحتوي على التسلسل الكامل لملوك الكون والأحداث الرئيسية في كل قرن... (باريس، 1753)، وهو أحد أكثر خرائط الكرونوغرافيا طموحًا التي تم إنتاجها خلال تلك الفترة. كان طول الرسم البياني 54 قدمًا، وثبته على جهاز مزود بمخطوطات وأذرع كرنك للسماح للقارئ بالتحرك بحرية عبر تاريخ العالم، وهو جهاز أطلق عليه باربيو-دوبورج اسم «آلة الكرونوغراف».
- جريدة ديبيداور، أو مجموعة من الأخبار الطبية مع تأملات لتبسيط النظرية وتنوير الممارسة (باريس، 1762)
- «عالم النبات الفرنسي، بما في ذلك جميع النباتات الشائعة والمعتادة... (مجلدان، باريس، 1767)
- مدونة صغيرة للعقل البشري، أو عرض موجز لما يمليه العقل على جميع الرجال لتنوير سلوكهم وضمان سعادتهم (باريس، 1789)

أثناء الثورة الأمريكية عينت الحكومة الفرنسية باربيو دوبورج للعمل كوسيط سري لتقديم الدعم للأمريكيين، ولكن سرعان ما اعتبر غير مناسب للمهمة وحل محله بومارشيه. كما يروي ستريتر باس، «لقد كان كبيرًا في السن، وكان يفتقر إلى الفطنة التجارية، و- أكثر جدية في مشروع من هذا النوع - كان غير آمن وثرثار.»
كتب باربو-دوبورج مقالة «Chronologique» لموسوعة دينيس ديدرو وجان لو رون دالمبير.
توفي عام 1779 في باريس ودُفن رماده في كنيسة سان سيمفوريان في سان جيرمان دي بري.

## الصور

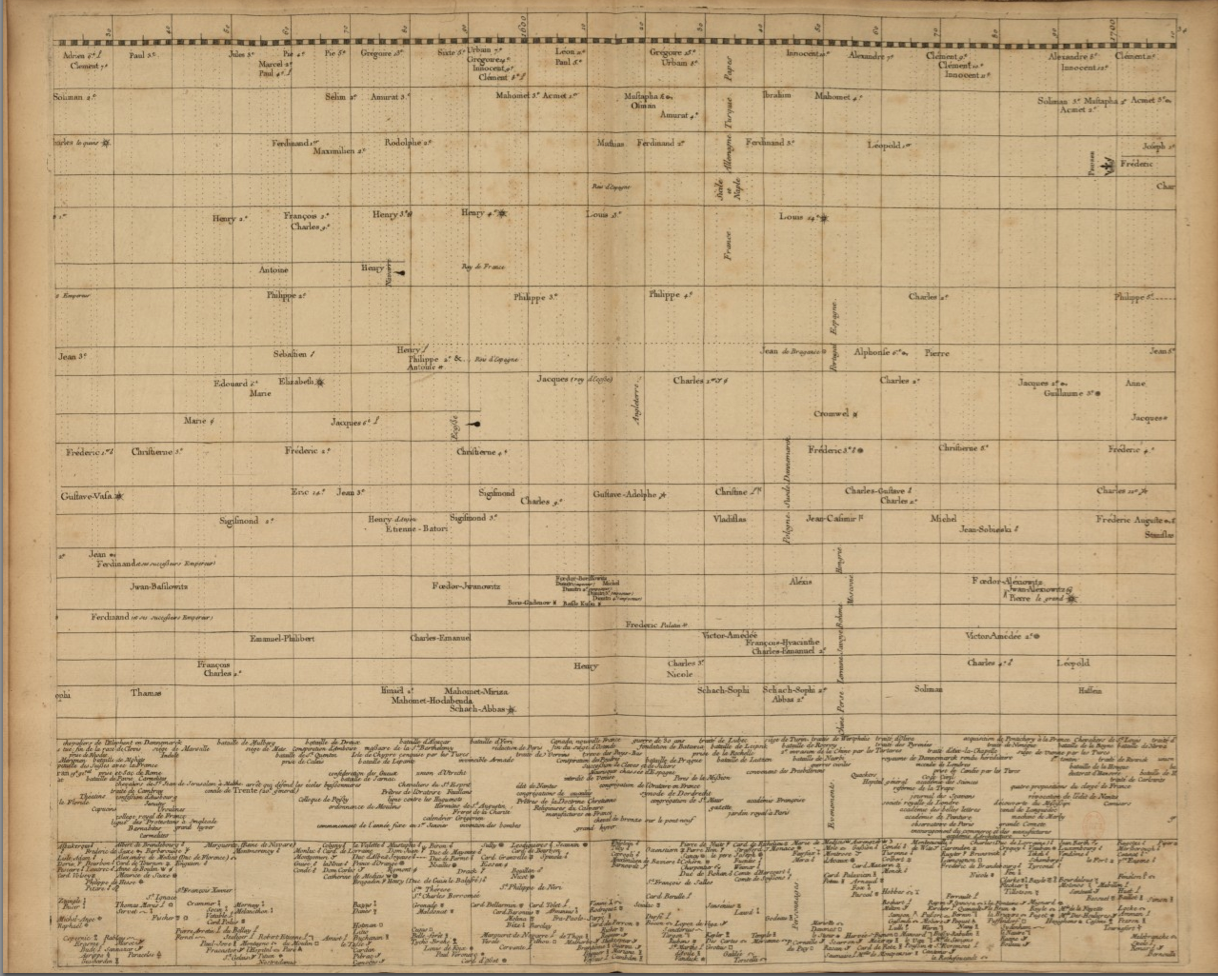
جاك باربيو-دوبورغ، الكرونوغرافيا أو وصف الأوقات...، الجدول 34، باريس 1753
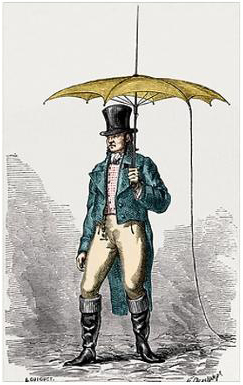
مظلة مزودة بمانع للصواعق، صممها جاك باربيو-دوبورج. نقش القرن الثامن عشر
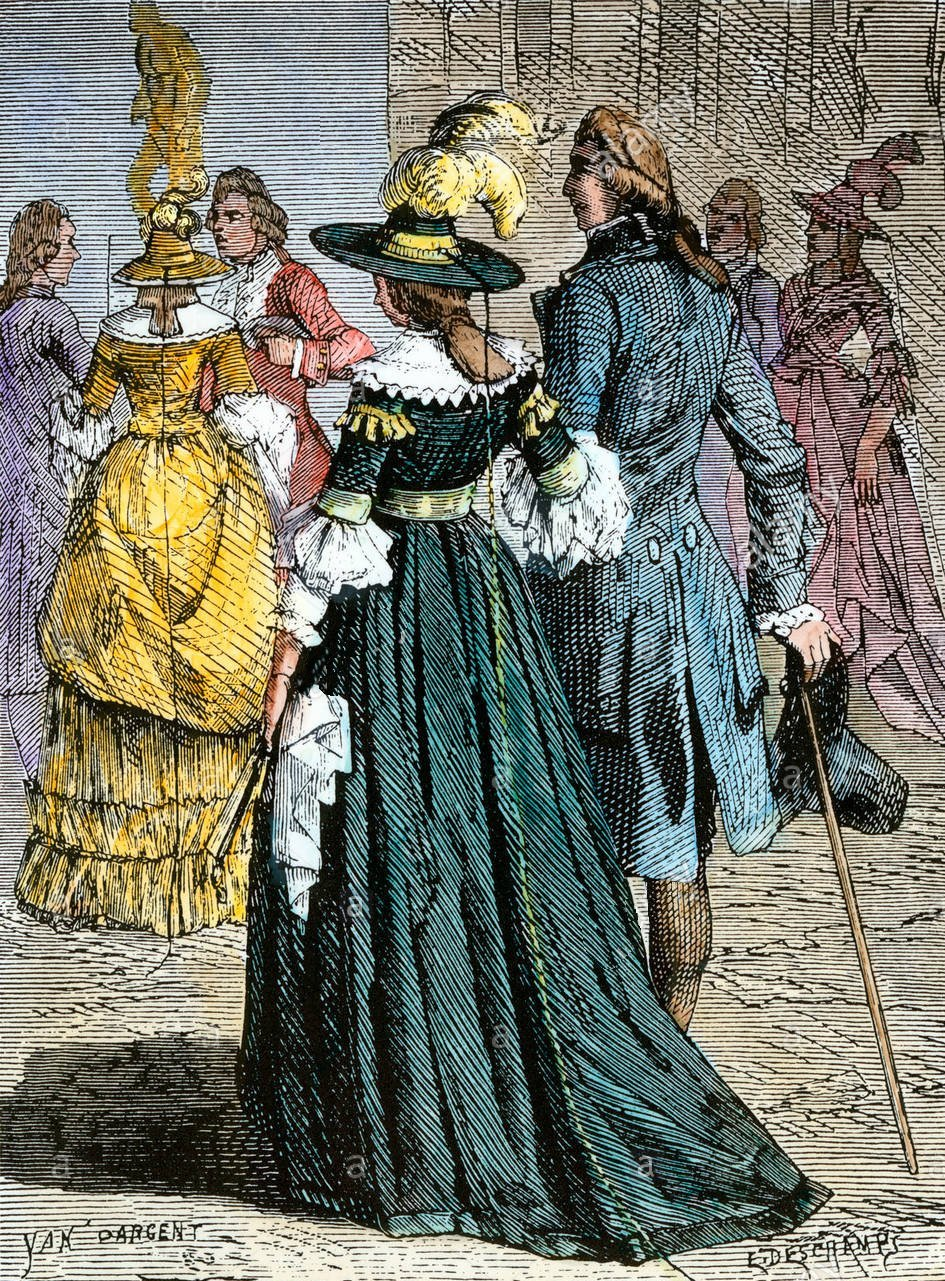
قبعات مانعة الصواعق تعود إلى حوالي عام 1778. نقش من القرن التاسع عشر صممه إميل ديشامب (1822–1893) ويان دارجنت (1824–1899)